# Kasımlı, Alaplı
Kasımlı là một xã thuộc huyện Alaplı, tỉnh Zonguldak, Thổ Nhĩ Kỳ. Dân số thời điểm năm 2011 là 816 người.